# Электроядерное взаимодействие
Электроядерное взаимодействие — гипотетическое взаимодействие, объединяющее электромагнитные, слабые и сильные взаимодействия в теориях Великого объединения. Вследствие эффектов поляризации вакуума значения эффективных констант связи {\displaystyle G_{W},G_{E},G_{S}} слабого электромагнитного и сильного взаимодействия с ростом передаваемого импульса при энергии Великого объединения {\displaystyle E_{GU}\approx 5\times 10^{14}} Гэв становятся равными константе электроядерного взаимодействия {\displaystyle G_{GU}\approx {\frac {1}{40}}}. При энергиях, меньших энергии Великого объединения {\displaystyle E_{GU}} в результате спонтанного нарушения симметрии электроядерного взаимодействия посредством X и Y-бозонов кванты-переносчики слабых взаимодействий и фермионы при помощи механизма Хиггса приобретают массу и в результате появляется разница между электромагнитными, слабыми и сильными взаимодействиями. 